# 提濟蓋尼夫區
36°35′21″N 3°46′04″W / 36.58917°N 3.76778°W
提濟蓋尼夫區（阿拉伯语：‎），是阿爾及利亞的行政區，位於該國北部，由提濟烏祖省負責管轄，首府設於提濟蓋尼夫，面積77平方公里，2008年人口47,099，人口密度每平方公里612人。